# Madagaskar i olympiska sommarspelen 2016
Madagaskar deltog med sex deltagare vid de olympiska sommarspelen 2016 i Rio de Janeiro. Ingen av landets deltagare erövrade någon medalj.

## Friidrott
Förkortningar
- Notera– Placeringar avser endast det specifika heatet.
- Q = Tog sig vidare till nästa omgång
- q = Tog sig vidare till nästa omgång som den snabbaste förloraren eller, i fältgrenarna, genom placering utan att nå kvalgränsen
- NR = Nationellt rekord
- N/A = Omgången fanns inte i grenen
- Bye = Idrottaren behövde inte tävla i omgången

Bana och väg
| Idrottare           | Gren                        | Heat     | Heat      | Semifinal        | Semifinal        | Final            | Final            |
| Idrottare           | Gren                        | Resultat | Placering | Resultat         | Placering        | Resultat         | Placering        |
| ------------------- | --------------------------- | -------- | --------- | ---------------- | ---------------- | ---------------- | ---------------- |
| Ali Kame            | Herrarnas 110 meter häck    | DNS      | DNS       | Gick inte vidare | Gick inte vidare | Gick inte vidare | Gick inte vidare |
| Eliane Saholinirina | Damernas 3 000 meter hinder | 9:45,92  | 11        | i.u.             | i.u.             | Gick inte vidare | Gick inte vidare |

## Judo
| Idrottare               | Gren                          | Omgång 1                 | Omgång 2             | Kvartsfinaler        | Semifinaler          | Återkval             | Final / BM           | Final / BM       |
| Idrottare               | Gren                          | Motståndare Resultat     | Motståndare Resultat | Motståndare Resultat | Motståndare Resultat | Motståndare Resultat | Motståndare Resultat | Placering        |
| ----------------------- | ----------------------------- | ------------------------ | -------------------- | -------------------- | -------------------- | -------------------- | -------------------- | ---------------- |
| Asaramanitra Ratiarison | Damernas extra lättvikt −48kg | Mestre (CUB) L 000–000 S | Gick inte vidare     | Gick inte vidare     | Gick inte vidare     | Gick inte vidare     | Gick inte vidare     | Gick inte vidare |

## Simning
| Idrottare               | Gren                      | Heat    | Heat      | Semifinal        | Semifinal        | Final            | Final            |
| Idrottare               | Gren                      | Tid     | Placering | Tid              | Placering        | Tid              | Placering        |
| ----------------------- | ------------------------- | ------- | --------- | ---------------- | ---------------- | ---------------- | ---------------- |
| Anthonny Sitraka Ralefy | Herrarnas 100 m fjärilsim | 54,72   | 37        | Gick inte vidare | Gick inte vidare | Gick inte vidare | Gick inte vidare |
| Estellah Fils Rabetsara | Damernas 100 m frisim     | 1.01,11 | 44        | Gick inte vidare | Gick inte vidare | Gick inte vidare | Gick inte vidare |